# Leichtathletik-Länderkampf der Frauen 1968 BR Deutschland – Frankreich
| 10. Leichtathletik-Länderkampf mit bundesdeutscher Beteiligung 1968 | 10. Leichtathletik-Länderkampf mit bundesdeutscher Beteiligung 1968 |
| ------------------------------------------------------------------- | ------------------------------------------------------------------- |
|                                                                     |                                                                     |
| Ländervergleich der Frauen: BR Deutschland – Frankreich             |                                                                     |
| Austragungsort                                                      | Geretsried                                                          |
| Wettbewerbe                                                         | 11                                                                  |
| Datum                                                               | 21. Juli                                                            |
| 1. FRG 2. FRA                                                       | 66 Punkte 51 Punkte                                                 |
| Chronik                                                             |                                                                     |
| ← ITA-FRG-BEL-FRA- 00NLD-SUI (M)                                    | GBR-FRG (F) →                                                       |

Der zehnte Vergleich des Länderkampfjahres 1968 fand am selben Wochenende wie der Sechsländerkampf der Männer in Brescia statt. Am 21. Juli trafen die bundesdeutschen Frauen in Geretsried auf Frankreich. Außer einem Dreiländerkampf im Jahr 1928, an dem auch Verbände des Britischen Empire als gemeinsames Team eilgenommen hatten, war nie eine Begegnung der Frauen mit Frankreich zustande gekommen.

## Wettbewerbe und Modus
Auf dem Programm standen die bei Länderkämpfen üblichen elf Disziplinen, die identisch waren mit den damals bei Olympischen Spielen angebotenen Frauenwettbewerben. Die Wertung erfolgte durchgängig nach dem Standardsystem.

## Ergebnis
Den Laufbereich dominierten in diesem Aufeinandertreffen ganz eindeutig die französischen Sportlerinnen. Sie entschieden vier Einzeldisziplinen für sich, einen davon mit einem Doppelerfolg. Den bundesdeutschen Leichtathletinnen blieb hier nur ein Sieg als Doppelerfolg über 80 Meter Hürden. Die Staffel ging allerdings an die Bundesrepublik Deutschland. In der Kategorie Sprung verbuchte jedes Team einen Wettbewerb für sich, Frankreich den Hochsprung mit den Rängen eins und vier, die Bundesrepublik den Weitsprung mit den Rängen eins und zwei. Die Würfe und das Kugelstoßen wurden von den bundesdeutschen Vertreterinnen komplett beherrscht. Hier sicherten sie sich alle drei Disziplinen jeweils mit Doppelerfolgen. In der Endabrechnung kam so ein bundesdeutscher Sieg mit 66 zu 51 Punkten zustande.

## Resultate

### 100 m
| Platz | Athletin              | Land | Zeit (s) |
| ----- | --------------------- | ---- | -------- |
| 1     | Sylviane Telliez      | FRA  | 11,4     |
| 2     | Karin Reichert-Frisch | FRG  | 11,6     |
| 3     | Ingrid Becker         | FRG  | 11,7     |
| 4     | Nicole Montandon      | FRA  | 11,9     |

### 200 m
| Platz | Athletin         | Land | Zeit (s) |
| ----- | ---------------- | ---- | -------- |
| 1     | Sylviane Telliez | FRA  | 23,6     |
| 2     | Rita Jahn        | FRG  | 23,9     |
| 3     | Nicole Montandon | FRA  | 24,1     |
| 4     | Halina Herrmann  | FRG  | 24,3     |

### 400 m
| Platz | Athletin       | Land | Zeit (s) |
| ----- | -------------- | ---- | -------- |
| 1     | Colette Besson | FRA  | 54,0     |
| 2     | Monique Noirot | FRA  | 54,6     |
| 3     | Helga Henning  | FRG  | 55,3     |
| 4     | Gisela Köpke   | FRG  | 56,2     |

### 800 m
| Platz | Athletin           | Land | Zeit (min) |
| ----- | ------------------ | ---- | ---------- |
| 1     | Maryvonne Dupureur | FRA  | 2:08,0     |
| 2     | Karin Kessler      | FRG  | 2:09,5     |
| 3     | Claudette Actis    | FRA  | 2:10,0     |
| 4     | Jutta von Haase    | FRG  | 2:11,0     |

### 80 m Hürden
| Platz | Athletin              | Land | Zeit (s) |
| ----- | --------------------- | ---- | -------- |
| 1     | Inge Schell           | FRG  | 10,6     |
| 2     | Heide Rosendahl       | FRG  | 10,7     |
| 3     | Marlène Canguio       | FRA  | 11,3     |
| 4     | Christiane Martinetto | FRA  | 11,4     |

### 4 × 100 m Staffel
| Platz | Besetzung      | Land                                                          | Zeit (s) |
| ----- | -------------- | ------------------------------------------------------------- | -------- |
| 1     | BR Deutschland | Erika Rost Karin Reichert-Frisch Halina Herrmann Rita Jahn    | 45,0     |
| 2     | Frankreich     | Alayrangues Marlène Canguio Nicole Montandon Sylviane Telliez | 46,2     |

### Hochsprung
| Platz | Athletin         | Land | Höhe (m) |
| ----- | ---------------- | ---- | -------- |
| 1     | Nicole Denise    | FRA  | 1,71     |
| 2     | Charlotte Marx   | FRG  | 1,69     |
| 3     | Christel Häuser  | FRG  | 1,60     |
| 4     | Monique Bantégny | FRA  | 1,55     |

### Weitsprung
| Platz | Athletin        | Land | Weite (m) |
| ----- | --------------- | ---- | --------- |
| 1     | Heide Rosendahl | FRG  | 6,50      |
| 2     | Ingrid Becker   | FRG  | 6,39      |
| 3     | Odette Ducas    | FRA  | 6,10      |
| 4     | Marlène Canguio | FRA  | 6,08      |

### Kugelstoßen
| Platz | Athletin         | Land | Weite (m) |
| ----- | ---------------- | ---- | --------- |
| 1     | Marlene Fuchs    | FRG  | 17,10     |
| 2     | Gertrud Schäfer  | FRG  | 16,24     |
| 3     | Maryvonne Manet  | FRA  | 14,52     |
| 4     | Claudie Cuvelier | FRA  | 14,05     |

### Diskuswurf
| Platz | Athletin           | Land | Weite (m) |
| ----- | ------------------ | ---- | --------- |
| 1     | Liesel Westermann  | FRG  | 58,58     |
| 2     | Brigitte Berendonk | FRG  | 52,66     |
| 3     | Claudie Cuvelier   | FRA  | 47,86     |
| 4     | Nicole Pierotti    | FRA  | 45,04     |

### Speerwurf
| Platz | Athletin       | Land | Weite (m) |
| ----- | -------------- | ---- | --------- |
| 1     | Ameli Koloska  | FRG  | 53,74     |
| 2     | Almut Brömmel  | FRG  | 50,32     |
| 3     | Andrée Malsert | FRA  | 44,64     |
| 4     | Martine Bordet | FRA  | 41,42     |